# Porpitidae
Porpitidae is een familie van neteldieren uit de klasse van de Hydrozoa (hydroïdpoliepen).

## Geslachten
- Porpita Lamarck, 1801
- Velella Lamarck, 1801